# Аттитти
Аттитти (англ. Attitti Lake) — озеро в канадской провинции Саскачеван. Оно расположено на низкорельефной лесной местности Канадского щита. Климат субарктический. Высота над уровнем моря — 362 м.

## Местоположение

Озеро расположено к северо-западу от Флин-Флона, Манитоба, и примерно в 48 км к востоку от Пеликан-Нэрроуз, Саскачеван. Оно соединено зимней дорогой с озёрами Какинагимак, Уилднест-Лейк и шоссе Хансон-Лейк (106), которое проходит в 3 км югу от Уилднест-Лейк. До него можно добраться на каноэ от Пеликан-Нэрроуз через залив Вунехикун и озеро Васквей, а с большинством окружающих озёр оно связано хорошо обустроенными переправами.

## Местность
Местность типична для равнинной части Канадского щита, с невысокими холмами, которые редко возвышаются над озёрами на 30-46 м. Местность состоит из примерно параллельных извилистых хребтов обнажений, разделенных сфагновыми болотами, дрейфом и озёрами. Канал, соединяющий залив Аттитти с озером Аттитти, подстилается зоной разлома северного направления. Геологически район относится к докембрийскому комплексу Кисейнью, подстилаемому совокупностью метаморфизованных осадочных пород, подвергшихся сложной складчатости, с интрузиями силлоподобных гранитных тел. Метаморфизм в районе достиг своего пика около 1807 миллионов лет назад. Здесь имеется значительный экономический потенциал для вулканогенной массивной сульфидной и золотой минерализации.
На территории района находятся части трех различных дренажных бассейнов. Озера Роббестад, Мак-Артур и северная часть озера Какинагимак стекают на север в реку Черчилл через реку Немей. Южная часть озера Какинагимак, а также озера Дезорт, Догерти, Уилднест и Пирсон стекают на юг в систему рек Уилднест-Стурджен-Уэйр, а затем в реку Саскачеван. Остальная часть впадает в озеро Аттитти, которое стекает на восток через озеро Васквей, залив Вунехикун, озеро Миронд и систему рек Осетр-Вейр в систему реки Саскачеван.

## Окружающая среда
Озеро расположено в субарктическом климатическом поясе. Среднегодовая температура составляет −2 °C. Самый тёплый месяц — июль, когда средняя температура составляет +16 °C, а самый холодный — январь, когда температура составляет −22 °C. Озеро окружено хвойным лесом. Деревья в основном представлены чёрной елью (Picea mariana), сосной Банкса (Pinus banksiana), тополем (populus) и тополем бальзамическим (populus balsamifera). Высота деревьев в среднем превышает 6,1 м. Есть небольшие участки покрытого мхом болота, где растут кальмия мелколистная (kalmia microphylla), лабрадорский чай, а также лиственница и чёрная ель.
Животные, на которых охотятся ради мяса или меха, включают лося, лесного карибу, чёрного медведя, бобра, выдру и ондатру. Часто встречаются еловые куропатки. На озере есть рыбацкий домик. В Аттитти водится озёрная форель, щука и светлопёрый судак.